# Amelia Britská
Princezna Amelia (7. srpna 1783, Windsor, Spojené království – 2. listopadu 1810, Windsor) byla britská princezna, patnácté, poslední dítě, a šestá dcera krále Jiřího III. Britského a jeho manželky Šarloty Meklenbursko-Střelické. Byla jejich třetím dítětem, které zemřelo před nimi.

## Mládí

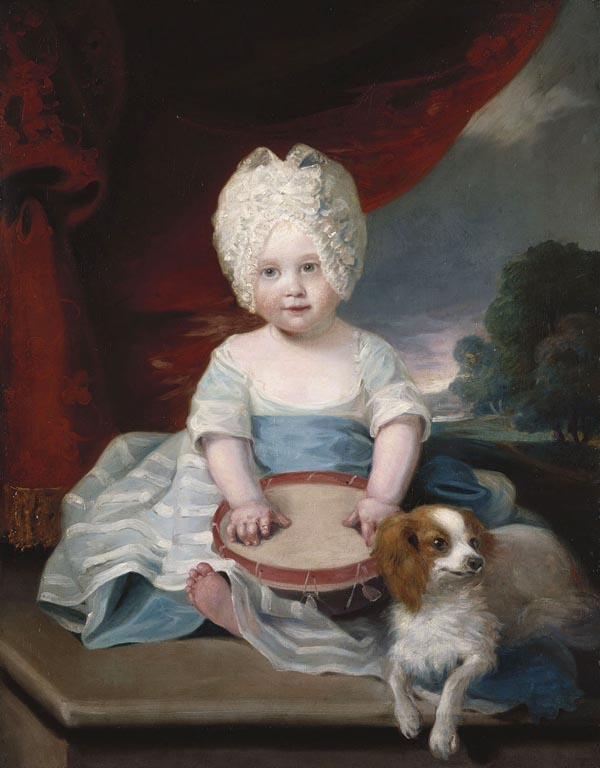
Princezna Amelia v roce 1785

Narodila se v Royal Lodge ve Windsoru jako nejmladší z patnácti dětí krále Jiřího III. a královny Šarloty a také jako jediné narozené na hradě Windsor. Říká se, že byla otcovou oblíbenkyní; láskyplně jí říkal „Emily“. Narodila se po předčasné smrti svých starších bratrů, Oktavia (1779–1783) a Alfréda (1780–1782). Tato úmrtí zanechala mezi Amelií a jejím věkově nejbližším žijícím sourozencem princeznou Žofií téměř šest let. Byla o jednadvacet let mladší než její nejstarší sourozenec Jiří a téměř o sedmnáct let mladší než její nejstarší sestra Šarlota.
Amelia byla pokřtěna 17. září 1783 v královské kapli v St James's Palace Johnem Moorem, arcibiskupem z Canterbury. Jejími kmotry byli její sourozenci Jiří, Šarlota a Augusta Žofie. Později byla 24. prosince 1799 arcibiskupem biřmována.
Narodila se velice brzy po smrti prince Oktavia a krátce před koncem války mezi Velkou Británií a Spojenými státy americkými. Její narození bylo vnímáno jako začátek nového období naděje a mnoho se od ní očekávalo. Když byl Amelii pouhý měsíc, princezna Šarlota napsala svému bratrovi Vilémovi: „Naše nejmladší sestra je bez výjimky jedno z nejhezčích dětí, jaké jsem kdy viděl.“ Očekávalo se od ní, že bude stejně krásná a okouzlující, jako býval Oktavius.

## Dospělost
Před rokem 1788 řekl král Jiří svým dcerám, že je vezme do Hannoveru a najde jim vhodné manžely navzdory obavám, které měl a které pramenily z nešťastných manželství jeho sester. Poznamenal: „Nemohu popřít, že jsem si nikdy nepřál, aby se některá z nich vdala: jsem šťastný v jejich společnosti a ani v nejmenším si nepřeji odloučení.“ Král však toho roku utrpěl první záchvat šílenství, to bylo Amelii pět let. V letech 1801 a 1804 došlo k dalším záchvatům, čímž se předešlo řečem o svatbě jeho dcer. Otázka manželství byla vznášena zřídka; královna Šarlota se bála, že toto téma, které krále vždy zneklidňovalo, ho přivede zpět k nepříčetnosti. Kromě toho královna, pod tlakem své nemoci, chtěla, aby princezny zůstaly blízko ní.
Amelia a její sestry Šarlota, Augusta Žofie, Alžběta, Marie a Žofie byly příliš chráněny a izolovány, což omezovalo setkání s vhodnými nápadníky jejich věku.

### Nemoc a smrt
V roce 1798 dostala princezna Amelia bolest v kloubu kolena a byla poslána do velkého přímořského města Worthing, aby se zotavila. Napsala svému otci: „Jistě pára a teplá mořská koupel jsou užitečné, a proto doufám, že tě budu moci ujistit, že je mi lépe.“ Následující rok se Amelia dočasně zotavila natolik, že se mohla připojit ke své rodině ve Weymouthu, kde trávila hodně času se svou neteří princeznou Šarlotou z Walesu. V průběhu života byla Amelia často ve špatném zdravotním stavu; v patnácti letech začala trpět ranými příznaky tuberkulózy.
V roce 1801 byla princezna poslána na přímořskou kúru do Weymouthu. Mezi těmi, kteří s ní zůstali, byl ctihodný Charles FitzRoy, generála britské armády o 21 let starší než ona, a syn Charlese FitzRoye, 1. barona Southamptona. Amelia se do FitzRoye zamilovala a toužila si ho vzít. Královně o této záležitosti řekl sluha, ale ona to ignorovala. Doufalo se, že tato diskrétnost zabrání králi, aby se o páru dozvěděl, což by ho mohlo vystavit riziku, že se dostane do jednoho ze záchvatů duševní choroby, ke které byl stále náchylnější. I když se nikdy nevzdala naděje, že si ho vezme, věděla, že se nemůže za FitzRoye legálně provdat kvůli ustanovením zákona o královských manželstvích přijatém parlamentem jejího otce (alespoň do dosažení věku 25 let, poté mohla získat povolení od tajné rady).[zdroj?] Později řekla svému bratru Bedřichovi, že se považuje za vdanou, přičemž se podepisovala iniciály A. F. R. (Amelia FitzRoyová).
V roce 1808 dostala Amelia těžký záchvat spalniček. Úzkostlivý král Jiří se rozhodl poslat Amelii do Weymouthu v doprovodu její sestry Marie. Její zdravotní stav se zlepšil jen trochu. V roce 1809 mohla příležitostně podnikat krátké procházky po zahradě. Toto zlepšení bylo pouze dočasné a v říjnu 1810 ji zachvátil oheň sv. Antonína (erysipel). Král k sobě svolával lékaře své dcery každé ráno v sedm hodin a ještě třikrát nebo čtyřikrát během dne a podrobně se jich vyptával na její stav. K její smrti došlo ve 12:00 v den narozenin jejího bratra Eduarda, 2. listopadu.
Umírající princezna nechala pro krále vyrobit smuteční prsten, ve kterém byl pod křišťálem posázeným diamanty pramen jejích vlasů. Údajně se po jeho obdržení rozplakal. V její závěti stálo, že veškerý její majetek bude předán Charlesi FitzRoyovi. Amelia byla pohřbena v královské kryptě v kapli svatého Jiří ve Windsoru. Její nejstarší bratr, pozdější Jiří IV., si údajně vyžádal její posmrtnou masku.

## Následky

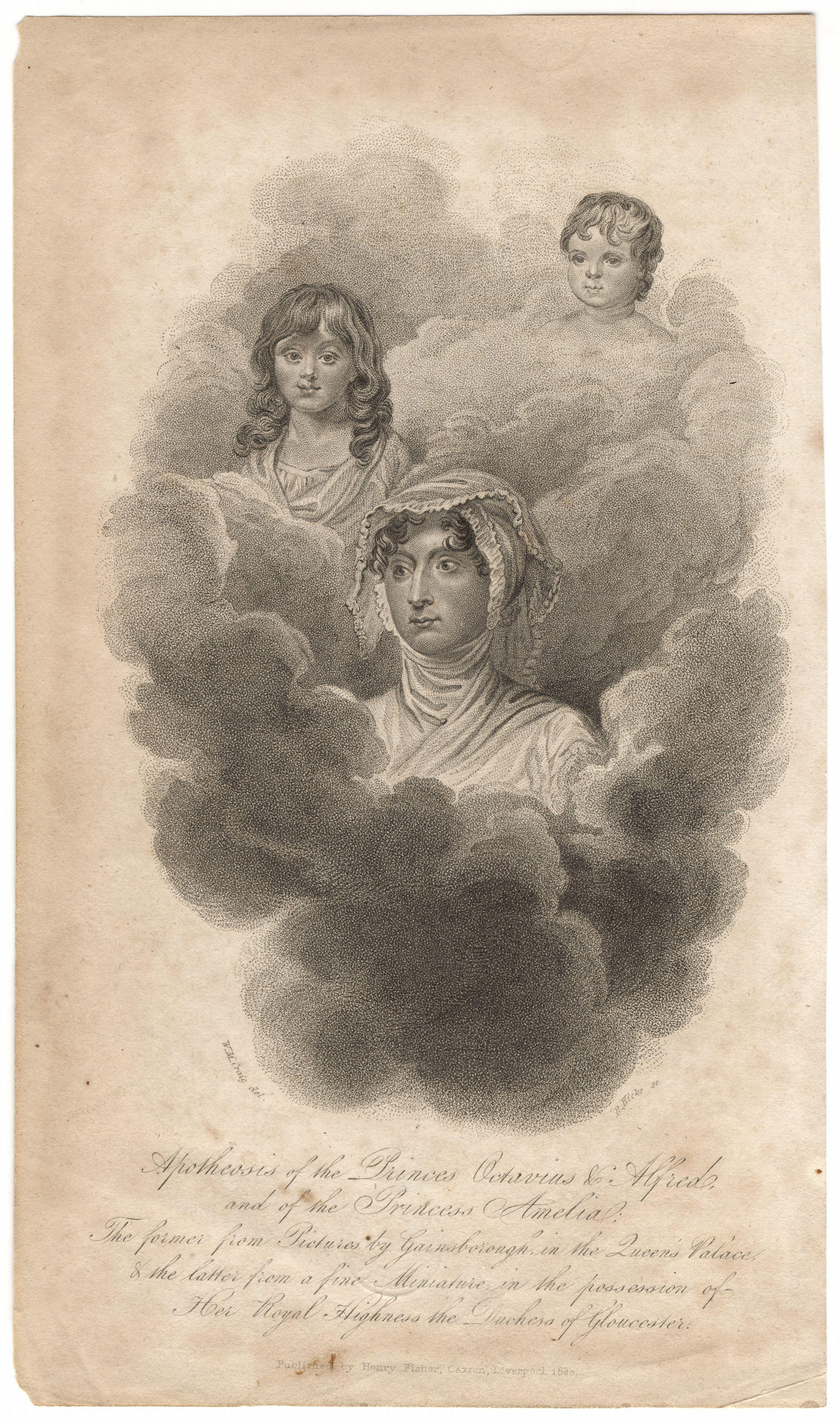
Tisk z roku 1820 zobrazující apoteózu Amelie s jejími bratry Oktaviem a Alfrédem

Po Ameliině smrti se George Villiers, králův soudní vykonavatel a mladší bratr Thomase Villierse, 2. hraběte z Clarendonu, pokusil vydírat krále a královnu dopisy patřícími Amelii poté, co pod jeho kontrolou zmizelo 280 000 liber. Villiers byl otcem pozdějšího diplomata a státníka George Villierse, 4. hraběte z Clarendonu.
Její smrt přispěla ke zhoršení zdraví jejího otce, což vyústilo v jeho nepříčetnost a následné použití zákona o regentství z roku 1811.[zdroj?] Podle jeho lékaře, doktora Willise, král později křičel „divokým, monotónním, delirantním způsobem: 'Ach Emily [princezno Amelie], proč nezachráníš svého otce? Nenávidím všechny lékaře...“ Mezi další bludy krále Jiřího patřilo přesvědčení, že zdravá Amelie pouze pobývá v Hannoveru s vlastní velkou rodinou, kde „nikdy nezestárne a bude se mít vždy dobře“.
Amelia byla popsána jako krásná dívka s rubínovými rty a kaštanovými vlasy. Údajně byla ta „nejbouřlivější ze všech princezen“. Říká se však také, že byla přívětivá, temperamentní, nesobecká a inteligentní. Tyto vlastnosti vedly její švagrovou princeznu Karolinu, o které bylo známo, že svými příbuznými ze strany manžela pohrdala, k tomu, aby o Amelii řekla, že je „nejpřátelštější z celé skupiny“. Amelia byla oblíbená jak princem z Walesu, tak vévodou ze Sussexu, který ji nazýval „půvabným tvorem“. Amelia prince z Walesu zbožňovala a jednou mu řekla, že ho vždy milovala víc než své ostatní bratry. On ji miloval možná víc než své ostatní sestry (snad s výjimkou princezny Marie) a byl zdrcen, když zemřela. Její smrt ho tak hluboce zasáhla, že po jejím pohřbu už nikdy nemohl spát v místnosti, která nebyla osvětlena několika voskovými svíčkami. Při zmínce jejího jména více než tři roky po její smrti také propukal v pláč.

## Tituly, oslovení a erb

### Tituly a oslovení
Jako dcera panovníka byla od narození oslovována jako Její královská Výsost princezna Amelia.

### Erb

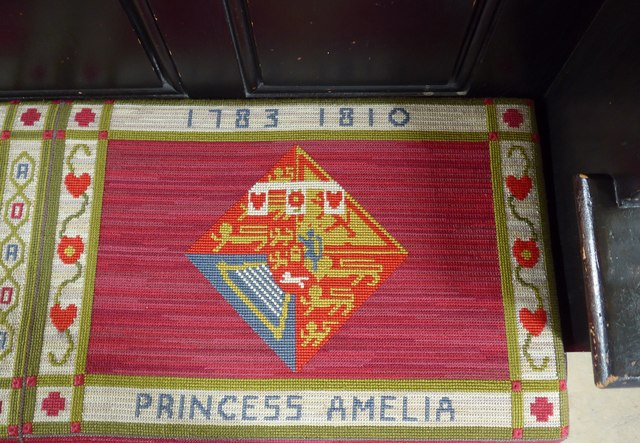
Erb princezny Amelie na polštáři v kostele sv. Anny v Kew

Od roku 1789, jako dcera panovníka, používala Amelia erb říše.

## Vývod z předků
Zdroj:
|                |                                                 |  |                               |                                                  |  |  |  |  |  |  |  | Jiří I. Britský |
|                |                                                 |  |                               |                                                  |  |  |  |  |  |  |  |                 |
|                | Jiří II. Britský                                |  |                               |                                                  |  |  |  |  |  |  |  |                 |
|                |                                                 |  |                               |                                                  |  |  |  |  |  |  |  |                 |
|                |                                                 |  |                               | Žofie Dorotea z Celle                            |  |  |  |  |  |  |  |                 |
|                |                                                 |  |                               |                                                  |  |  |  |  |  |  |  |                 |
|                | Frederik Ludvík Hannoverský                     |  |                               |                                                  |  |  |  |  |  |  |  |                 |
|                |                                                 |  |                               |                                                  |  |  |  |  |  |  |  |                 |
|                |                                                 |  |                               | Jan Fridrich Braniborsko-Ansbašský               |  |  |  |  |  |  |  |                 |
|                |                                                 |  |                               |                                                  |  |  |  |  |  |  |  |                 |
|                | Karolina z Ansbachu                             |  |                               |                                                  |  |  |  |  |  |  |  |                 |
|                |                                                 |  |                               |                                                  |  |  |  |  |  |  |  |                 |
|                |                                                 |  |                               | Eleonora Sasko-Eisenašská                        |  |  |  |  |  |  |  |                 |
|                |                                                 |  |                               |                                                  |  |  |  |  |  |  |  |                 |
|                | Jiří III. Britský                               |  |                               |                                                  |  |  |  |  |  |  |  |                 |
|                |                                                 |  |                               |                                                  |  |  |  |  |  |  |  |                 |
|                |                                                 |  |                               | Fridrich I. Sasko-Gothajsko-Altenburský          |  |  |  |  |  |  |  |                 |
|                |                                                 |  |                               |                                                  |  |  |  |  |  |  |  |                 |
|                | Fridrich II. Sasko-Gothajsko-Altenburský        |  |                               |                                                  |  |  |  |  |  |  |  |                 |
|                |                                                 |  |                               |                                                  |  |  |  |  |  |  |  |                 |
|                |                                                 |  |                               | Magdaléna Sibyla Sasko-Weissenfelská             |  |  |  |  |  |  |  |                 |
|                |                                                 |  |                               |                                                  |  |  |  |  |  |  |  |                 |
|                | Augusta Sasko-Gothajsko-Altenburská             |  |                               |                                                  |  |  |  |  |  |  |  |                 |
|                |                                                 |  |                               |                                                  |  |  |  |  |  |  |  |                 |
|                |                                                 |  |                               | Karel Anhaltsko-Zerbstský                        |  |  |  |  |  |  |  |                 |
|                |                                                 |  |                               |                                                  |  |  |  |  |  |  |  |                 |
|                | Magdalena Augusta Anhalttsko-Zerbstská          |  |                               |                                                  |  |  |  |  |  |  |  |                 |
|                |                                                 |  |                               |                                                  |  |  |  |  |  |  |  |                 |
|                |                                                 |  |                               | Žofie Sasko-Weissenfelská                        |  |  |  |  |  |  |  |                 |
|                |                                                 |  |                               |                                                  |  |  |  |  |  |  |  |                 |
| Amelia Britská |                                                 |  |                               |                                                  |  |  |  |  |  |  |  |                 |
|                |                                                 |  |                               |                                                  |  |  |  |  |  |  |  |                 |
|                |                                                 |  | Adolf Bedřich I. Meklenburský |                                                  |  |  |  |  |  |  |  |                 |
|                |                                                 |  |                               |                                                  |  |  |  |  |  |  |  |                 |
|                | Adolf Bedřich II. Meklenburský                  |  |                               |                                                  |  |  |  |  |  |  |  |                 |
|                |                                                 |  |                               |                                                  |  |  |  |  |  |  |  |                 |
|                |                                                 |  |                               | Marie Kateřina Brunšvicko-Dannenberská           |  |  |  |  |  |  |  |                 |
|                |                                                 |  |                               |                                                  |  |  |  |  |  |  |  |                 |
|                | Karel Ludvík Fridrich Meklenbursko-Střelický    |  |                               |                                                  |  |  |  |  |  |  |  |                 |
|                |                                                 |  |                               |                                                  |  |  |  |  |  |  |  |                 |
|                |                                                 |  |                               | Kristián Vilém I. Schwarzbursko-Sondershausenský |  |  |  |  |  |  |  |                 |
|                |                                                 |  |                               |                                                  |  |  |  |  |  |  |  |                 |
|                | Kristiana Emílie Schwarzbursko-Sondershausenská |  |                               |                                                  |  |  |  |  |  |  |  |                 |
|                |                                                 |  |                               |                                                  |  |  |  |  |  |  |  |                 |
|                |                                                 |  |                               | Antonie Sybille of Barby-Mühlingen               |  |  |  |  |  |  |  |                 |
|                |                                                 |  |                               |                                                  |  |  |  |  |  |  |  |                 |
|                | Šarlota Meklenbursko-Střelická                  |  |                               |                                                  |  |  |  |  |  |  |  |                 |
|                |                                                 |  |                               |                                                  |  |  |  |  |  |  |  |                 |
|                |                                                 |  |                               | Arnošt Sasko-Hildburghausenský                   |  |  |  |  |  |  |  |                 |
|                |                                                 |  |                               |                                                  |  |  |  |  |  |  |  |                 |
|                | Arnošt Fridrich I. Sasko-Hildburghausenský      |  |                               |                                                  |  |  |  |  |  |  |  |                 |
|                |                                                 |  |                               |                                                  |  |  |  |  |  |  |  |                 |
|                |                                                 |  |                               | Žofie Henrieta Waldecká                          |  |  |  |  |  |  |  |                 |
|                |                                                 |  |                               |                                                  |  |  |  |  |  |  |  |                 |
|                | Alžběta Sasko-Hildburghausenská                 |  |                               |                                                  |  |  |  |  |  |  |  |                 |
|                |                                                 |  |                               |                                                  |  |  |  |  |  |  |  |                 |
|                |                                                 |  |                               | Jiří Ludvík I. z Erbachu-Fürstenau               |  |  |  |  |  |  |  |                 |
|                |                                                 |  |                               |                                                  |  |  |  |  |  |  |  |                 |
|                | Žofie Albertina z Erbach-Erbach                 |  |                               |                                                  |  |  |  |  |  |  |  |                 |
|                |                                                 |  |                               |                                                  |  |  |  |  |  |  |  |                 |
|                |                                                 |  |                               | Amálie Kateřina Waldecko-Eistenburská            |  |  |  |  |  |  |  |                 |
|                |                                                 |  |                               |                                                  |  |  |  |  |  |  |  |                 |